# B.N.C.

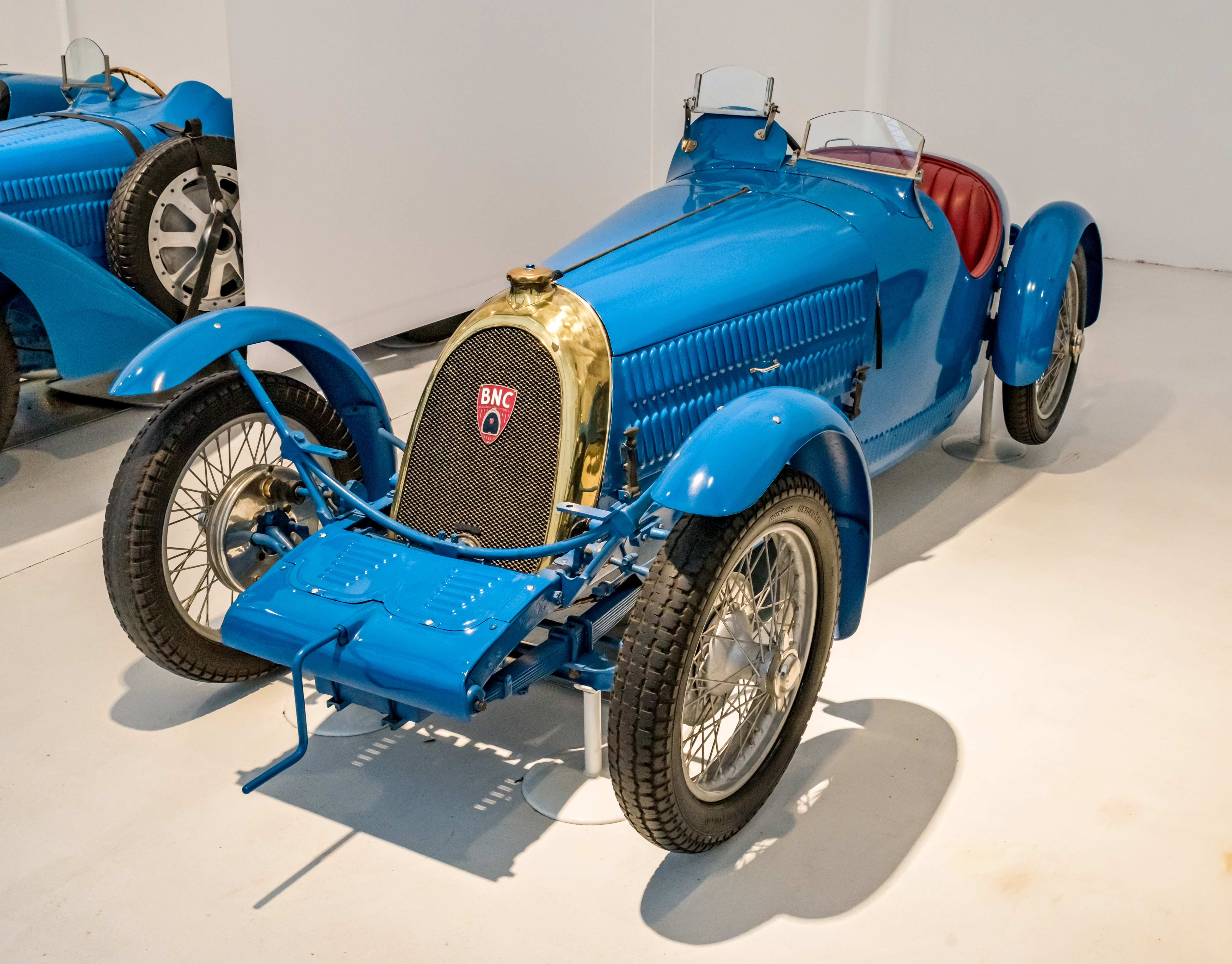
B.N.C. von 1926 in der Cité de l’Automobile – Musée National – Collection Schlumpf

Bollack, Netter et Cie war ein französischer Hersteller von Automobilen.

## Unternehmensgeschichte
Lucien Bollack und der Bankier Netter gründeten 1923 das Unternehmen in Levallois-Perret und begannen mit der Produktion von Automobilen. Der Markenname lautete BNC. Charles de Ricou ersetzte 1928 Lucien Bollack, der ausschied und Lucien Bollack gründete. 1931 endete die Produktion.

## Modelle
Die ersten Modelle waren sportliche Kleinwagen mit Vierzylinder-Einbaumotoren von S.C.A.P. oder Ruby mit etwa 900 cm³ Hubraum. Ab 1925 kamen Motoren von SCAP mit 1100 cm³ Hubraum und Chapuis-Dornier zum Einsatz, die zum Teil mit Kompressor ausgestattet waren. Die Fahrzeuge starteten unter anderen bei den 24-Stunden-Rennen von Le Mans. 1929 kam das Modell Cozette auf den Markt, ein Sportwagen mit Zweizylindermotor und 1100 cm³ Hubraum, der dem damaligen Lombard ähnelte. Das letzte neue Modell von 1929 besaß einen Achtzylinder-Reihenmotor von Continental mit 5000 cm³ Hubraum.
Ein Fahrzeug dieser Marke ist im Musée Automobile de Vendée in Talmont-Saint-Hilaire zu besichtigen.